# Костолна Вес
Костолна Вес (словац. Kostolná Ves) — село, громада округу Пр'євідза, Тренчинський край. Кадастрова площа громади — 3.74 км².
Населення 490 осіб (станом на 31 грудня 2020 року).

## Історія
Костолна Вес згадується 1332 року.

## Населення
| Рік:            | 1994. | 2004.   | 2014.   | 2024.    |
| --------------- | ----- | ------- | ------- | -------- |
| Кількість осіб: | 459   | 467     | 445     | 499      |
| Різниця:        |       | +1,74 % | -4,71 % | +12,13 % |

| Рік:            | 2023. | 2024.   |
| --------------- | ----- | ------- |
| Кількість осіб: | 507   | 499     |
| Різниця:        |       | -1,57 % |